# قشلاق صفر علي نصرت (مقاطعة بيله سوار)
قشلاق صفر علي نصرت (بالفارسية: قشلاق صفرعلی نصرت) هي منطقة سكنية تقع في إيران في أردبيل. يقدر عدد سكانها بـ 76 نسمة .